# Nicolás Olahus
Nicolás Olahus (en húngaro: Oláh Miklós, en rumano: Nicolaus Olahus, en latín: Nicolaus Olahus; Nagyszeben, 10 de enero de 1493-Bratislava, 15 de enero de 1568) fue un humanista e historiador húngaro de origen rumano. Arzobispo de Estrigonia (1553-1568), regente real. Fue él quien coronó como rey de Hungría a Maximiliano II de Habsburgo en 1563.

## Biografía
Nació como hijo del noble menor húngaro de ascendencia rumana Esteban Olahus, quien estaba emparentado por vía materna con el rey Matías Corvino de Hungría (1458-1490), y de la húngara Bárbara Huszár. Su padre, también estaba emparentado con los voivodas rumanos de Valaquia, y era el juez real de la ciudad transilvana de Saxopolis en 1504, así como uno de los oficiales de la cámara de las minas de sal bajo el reinado de Vladislao II de Hungría. El nombre de Olahus, en latín es una variación de lo que en húngaro es Oláh y es utilizado para referirse a los valacos. 
Nicolás estudio en la escuela canónica de la ciudad de Gran Varadino desde 1505, pronto pasando a servir al obispo de Varadino Segismundo Thurzó, junto con el cual arribaron a la corte del rey Vladislao II de Hungría en 1510. En Buda, Nicolás trabajó en la cancillería real húngara como secretario junto al canciller Jorge Szatmári, obispo de Pécs (posterior arzobispo de Estrigonia). En 1516 Nicolás fue santificado como sacerdote y tras la muerte de Szatmári, Nicolás se convirtió en secretario personal de María de Austria (1505-1558), reina consorte del rey Luis II de Hungría, y hermana de Fernando I de Habsburgo. 
Después de que el reino húngaro fuese invadido por los ejércitos turcos tras la batalla de Mohács en 1526, donde Luis II murió, Fernando I de Habsburgo, esposo de Ana Jagellón de Hungría y Bohemia, la otra hija del rey Vladislao II, reclamó el trono y fue coronado en 1527. A partir de esta época, Nicolás abandonó el reino húngaro siguiendo a la reina María hasta los Países Bajos, residenciándose principalmente en Bruselas (1531-1542). Durante esta época Nicolás fue nombrado regente de estas Tierras, en 1543 obispo de Zagreb, en 1548 obispo de Eger y desde 1553 hasta su muerte fue Arzobispo de Estrigonia, la dignidad más alta de la jerarquía esclesiástica del reino húngaro. Como cercano aliado de Fernando de Habsburgo, Nicolás fue canciller húngaro desde 1543, desde 1560 ispán de la provincia de Hont, y entre 1562 y 1568 regente real húngaro.
Igualmente el nombre de Nicolás Olahus se suele relacionar con la fundación de la primera universidad húngara de la Edad Moderna, que fue fundada como una academia jesuita en Nagyszombat (1554).
Como escritor humanista, Olahus mantuvo correspondencia con muchas personas ilustradas de su época como Erasmo de Róterdam, del cual contaba con su simpatía y reconocimiento. Entre sus obras escritas en latín más conocidas se hallan: Hungaria y Athila, donde narra las particularidades geográficas, arquitectónicas, artísticas y en general, todas sus memorias y lo que ha escuchado sobre el reino húngaro en tiempos del rey Matías Corvino, Vladislao II y Luis II, así como la historia completa de Atila el Huno, orgullosamente considerado ancestro de los húngaros. Sus obras fueron compuestas en su estadía en suelo germánico y reflejan una profunda exaltación por la cultura húngara y por el país en si.

### Obras de Olahus
- Hungaria et Athila, cuya primera edición fue adjuntada por Juan Sambuco a la obra de Antonio Bonfini Rerum Ungaricarum Decades, 1568, Bázel.
- Genesis filiorum Regis Ferdinandi
- Ephemerides
- Brevis descriptio vitae Benedicti Zerchsky